# Man's Desire
Man's Desire è un film muto del 1919 diretto da Lloyd Ingraham e considerato perduto. Il soggetto si deve a Lewis Stone, che produsse il film e ne fu protagonista. Tra gli altri interpreti, Jane Novak, Jack Curtis, William Dyer, Charlotte Burton, George C. Pearce e Joseph Bennett.

## Trama

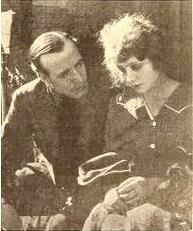
Lewis Stone e Jane Novak

Giunto dall'Est nei Territori del Nord-Ovest, Tom Denton diventa comproprietario insieme a Howard Patton di un campo di legname. Vera, la moglie del suo socio, una donna annoiata e avida di novità, cerca insistentemente di flirtare con Tom che, però, la respinge. Nonostante ciò, Patton sospetta una loro relazione e i due soci finiscono per dividersi. Come unico proprietario, Tom stabilisce che al campo non si possano bere alcolici e quando Slim, uno dei boscaioli, contravviene alle disposizioni, Tom lo licenzia. L'uomo, allora, entra in combutta con Bull Larkin, un losco trafficante di whisky, progettando di far saltare in aria la segheria. Mary, la moglie di Bull, che ha sentito complottare i due, avverte Tom che però non riesce ad evitare l'esplosione nella quale muoiono suo fratello e lo stesso Slim. Bull, in fuga, scambia i suoi abiti con quelli di Slim, facendo così credere che il morto sia lui. Credendo di essere vedova, Mary - che aveva sposato Bull solo per esaudire le volontà di suo padre sul letto di morte - sposa adesso Tom e, insieme, i due vanno a vivere da un'altra parte. Un giorno, Bull, ferito, trova riparo nella loro casa: Tom, infatti, non lo riconosce mentre Mary, che adesso è incinta, è terrorizzata da lui e non dice niente a Tom. Rimessosi in forze, Bull ripaga Tom sparandogli e portandosi via la moglie. Sulle sue tracce, Tom li ritrova in un saloon al confine con il Messico. Nello scontro, uccide Bull e si riprende Mary.

## Produzione
Fu il primo film prodotto dalla Lewis S. Stone Productions Inc., la compagnia fondata dal famoso attore.
Gli esterni vennero girati a Eureka e a Truckee, mentre gli interni furono filmati nei Brunton studios di Hollywood.

## Distribuzione
Distribuito dalla Robertson-Cole Distributing Corporation attraverso la Exhibitors Mutual Distributing Company, il film uscì nelle sale cinematografiche statunitensi il 20 luglio 1919.
Non si conoscono copie ancora esistenti della pellicola che viene considerata presumibilmente perduta.